# Джейкобсен, Джулиус
Джулиус Ли Джейкобсен (англ. Julius Leigh Jacobsen, 28 мая 1862, Халл — 1 июня 1916, Сидней) — английский и австралийский шахматист. Чемпион Австралии 1897 г. Чемпион штата Новый Южный Уэльс 1901 г.

## Биография
Джейкобсен родился в Англии. Он обратил на себя внимание в возрасте 14 лет, когда начал побеждать сильных клубных игроков. Будущий чемпион мира В. Стейниц в связи с этим назвал его шахматным вундеркиндом. Главным спортивным достижением юного Джейкобсена стала победа в матче с Г. Бердом, в то время одним из сильнейших шахматистов мира. В тот момент Джейкобсену еще не исполнилось 16 лет.
Позже он отошел от шахмат и в 1880 г. переехал в Южную Африку. Шестью годами позже Джейкобсен перебрался в Австралию, где снова вернулся к шахматной деятельности. Помимо практической игры он был известен как шахматный педагог. Среди его учеников был многолетний чемпион Австралии У. Вайнер.
Джейкобсен был известен как шахматист яркого комбинационного стиля. Обозреватели начала XX века отмечали, что он играл быстро и уверенно даже в сложных позициях.
Джейкобсен умер в Госпитале принца Альфреда в Сиднее.

## Спортивные результаты
| Год  | Город   | Соревнование                                                           | + | − | = | Результат    | Место |
| ---- | ------- | ---------------------------------------------------------------------- | - | - | - | ------------ | ----- |
| 1877 | Халл    | Матч шахматных клубов Халла и Лидса (против Р. Инглиша)                | 1 | 0 | 0 | 1 из 1       |       |
| 1878 | Гримсби | Матч шахматных клубов Гримсби и Халла (против А. Скипуорта)            | 0 | 1 | 0 | 0 из 1       |       |
| 1879 | Халл    | Матч с Г. Бердом                                                       | 4 | 2 | 1 | 4½ : 2½      |       |
| 1889 | Сидней  | Чемпионат ШК Сиднейской школы искусств                                 |   |   |   |              |       |
| 1892 |         | Матч по телеграфу Новый Южный Уэльс — Виктория (против Х. П. Стивена)  | 0 | 0 | 1 | ½ из 1       |       |
| 1897 |         | Матч по телеграфу Новый Южный Уэльс — Виктория (против Р. Л. Ходжсона) | 0 | 1 | 0 | 0 из 1       |       |
|      | Сидней  | Матч с У. Крейном (на звание чемпиона Австралии)                       |   |   |   | Матч выигран |       |
| 1901 | Сидней  | Чемпионат штата Новый Южный Уэльс                                      |   |   |   |              | 1     |